# 三孔
三孔（さんこう）とは:
1. 曲阜にある孔子ゆかりの史跡、孔府、孔廟、孔林、のこと。（本稿で説明）
2. 孔（あな）が三つあること。三孔ピトー管など。

三孔（さんこう、拼音: sānkǒng、サンコン）とは、山東省、曲阜市にある孔子ゆかりの建造物、すなわち孔廟、孔府、孔林のことである。1994年以降、ユネスコの世界遺産（文化遺産）に登録された。中国の5A級観光地（2007年認定）でもある。

## 概要
孔廟
孔子の神霊を祭る霊所。孔子の死後、その教えを保護した皇帝達によって手が加えられ、紫禁城、岱廟と並ぶ中国三大宮廷建築の一つとされ、中国の代表的建築物といわれる。
孔府
孔子の直系の子孫が代々住み、且つオフィスとしていたところ。
孔林
200haを越える面積を持つ、孔子及びその子孫の墓。

## 登録基準
この世界遺産は世界遺産登録基準のうち、以下の条件を満たし、登録された（以下の基準は世界遺産センター公表の登録基準からの翻訳、引用である）。
- (1) 人類の創造的才能を表現する傑作。
- (4) 人類の歴史上重要な時代を例証する建築様式、建築物群、技術の集積または景観の優れた例。
- (6) 顕著で普遍的な意義を有する出来事、現存する伝統、思想、信仰または芸術的、文学的作品と直接にまたは明白に関連するもの（この基準は他の基準と組み合わせて用いるのが望ましいと世界遺産委員会は考えている）。